# Julia Niederberger
Julia Niederberger (* 17. Januar 2000) ist eine Schweizer Sprinterin, die sich auf den 400-Meter-Lauf und 200-Meter-Lauf spezialisiert hat.

## Sportliche Laufbahn
Erste internationale Erfahrungen sammelte Julia Niederberger im Jahr 2021, als sie bei den U23-Europameisterschaften in Tallinn mit 54,96 s in der ersten Runde über 400 Meter ausschied. Im Jahr darauf startete sie mit der Schweizer 4-mal-400-Meter-Staffel bei den Weltmeisterschaften in Eugene und belegte dort mit 3:27,81 min im Finale den achten Platz. Anschliessend gelangte sie bei den Europameisterschaften in München mit 3:26,94 min auf Rang sieben im Staffelbewerb. 2023 schied sie bei den Halleneuropameisterschaften in Istanbul mit 53,52 s in der ersten Runde über 400 Meter aus. Im Juni wurde sie bei der 1. Liga der Team-Europameisterschaft im Rahmen der Europaspiele in Chorzów in 3:14,22 min Dritte im B-Lauf in der Mixed-Staffel. Bei den Schweizermeisterschaften lief sie mit persönlicher Bestleistung von 51,87 s auf den zweiten Platz. An den Weltmeisterschaften in Budapest 2023 nahm sie mit der Schweizer 4-mal-400-Meter-Staffel teil. Mit der Mixed-Staffel schied sie im Vorlauf aus und erreichte mit 3:14,38 min den elften Rang. Die Frauen-Staffel erzielte den zwölften Rang mit 3:29,07 min und schied damit im Vorlauf aus. Bei den World Athletics Relays 2024 in Nassau sicherte sie der Schweizer 4-mal 400 Meter Staffel in der 2. Qualifikationsrunde für die Olympischen Spiele einen Startplatz in Paris. Anschließend schied sie bei den Europameisterschaften in Rom mit 52,97 s im Halbfinale über 400 Meter aus und verpasste mit der Staffel mit 3:27,48 min den Finaleinzug. Im August kam sie bei den Olympischen Spielen in Paris mit 3:29,75 min ebenfalls nicht über die Vorrunde im Staffelbewerb hinaus.

## Persönliche Bestleistungen
- 200 Meter: 23,42 s (+0,9 m/s), 27. Mai 2023 in Weinheim
  - 200 Meter (Halle): 23,78 s, 4. Februar 2023 in Magglingen
- 400 Meter: 51,87 s, 30. Juli 2023 in Bellinzona
  - 400 Meter (Halle): 52,93 s, 5. Februar 2023 in Magglingen